# Monte Tubb
Monte E. Tubb (Joseboro, Arkansas, 5 november 1933) is een Amerikaans componist en muziekpedagoog.

## Biografie
Tubb studeerde aan de Universiteit van Arkansas, in Fayetteville en behaalde de Bachelor of Music-graad in 1956. Aansluitend studeerde hij aan Indiana University in Bloomington, voornamelijk compositie, en behaalde zijn Master of Music in 1960. Daarna kreeg hij een beurs van de Ford Foundation en was composer-in-residence aan de Fulton County Schools in Atlanta. In 1966 werd hij assistent professor en later professor aan de Universiteit van Oregon in Eugene. Deze functie bekleedde hij tot 1991, toen hij met pensioen ging.

## Composities

### Werken voor orkest
- Discourse in Two Moods, voor strijkorkest

### Werken voor harmonieorkest
- 1968 Sutras
- 1969 Concert Piece
- 1970 Soundprint
- 1975 Intermezzo
- Salvation Is Created
- Streams
- Three Variations on a Short Tune, voor harmonieorkest

### Werken voor koor
- Agnus Dei (Lamb of God), voor gemengd koor met orgel

## Publicaties
- met Charles R. Hoffer: The Mark Twain Summer Institute, Music Educators Journal, Vol. 53, No. 6 (Feb., 1967), pp. 69-71
- Textural Constructions in Music, in: Journal of Music Theory Pedagogy, VOLUME ONE, No.2, FALL 1987

- International Standard Name Identifier: 0000 0000 7930 0890
- Library of Congress Control Number: no2010077262
- Virtual International Authority File: 121215926
- WorldCat: E39PBJw93mRjKGFPck4dV3r8YP